# Cabildo (revue)
Pour les articles homonymes, voir Cabildo.
Cabildo est un magazine argentin d'extrême droite, d'idéologie national-catholique, antisémite et anti-communiste, publié de mai 1973 à 1991, puis de nouveau depuis 1997. Ardent soutien de la dictature militaire (1976-1983), le magazine fut interrompu plusieurs fois en 1975, sous Isabel Perón, puis publié de façon irrégulière à partir de 1989, en raison de difficultés financières.

## Naissance et soutien au coup d'État de 1976
Le premier numéro de Cabildo, dont le nom fait référence aux conseils d'administration coloniaux établis par les conquistadores, a été publié le 17 mai 1973, huit jours avant l'investiture du président Héctor Cámpora . Expression emblématique du courant national-catholique argentin, qui avait déjà influencé la dictature de la Révolution argentine (1966-73), Cabildo, foncièrement anti-démocratique et anti-libéral, réclamait alors avec insistance l'intervention des militaires pour mettre fin au régime issu des élections de 1973. Cela lui valut d'être dissous à trois reprises par le gouvernement d'Isabel Perón: d'abord en février 1975, après avoir publié 22 numéros, puis en mai 1975 après avoir ré-apparu sous le nom de El Fortín, enfin en février 1976, un mois avant le coup d'État, le magazine portant alors le nom de Restauración .
Après le putsch de mars 1976, Cabildo soutint les secteurs les plus extrémistes de la dictature militaire argentine. Devenu mensuel (parfois bimensuel), la première édition de ce nouveau Cabildo était numérotée 1, considérant que la dictature de Videla inaugurait une « Seconde époque » . 

## Composition éditoriale
Durant toutes ces années, la composition du comité éditorial ne changea guère: le magazine était dirigé par Ricardo Curutchet, Juan Carlos Monedero étant secrétaire de rédaction. Les collaborateurs de Cabildo, eux, ont varié au fil du temps, allant de Blas Piñar, le leader espagnol du mouvement fascisant Fuerza Nueva , au général Adel Edgardo Vilas, qui avait été chargé de l'opération de contre-insurrection à Tucumán en 1975, en passant par des intellectuels nationalistes tels que Julio Irazusta, Federico Ibarguren, Francisco Javier Vocos ou Walter Beveraggi Allende. Le général Ramón J. Camps, chef de la police de la province de Buenos Aires sous la dictature et l'un des tenants de la ligne la plus extrémiste au sein de la junte, écrivit régulièrement dans les colonnes de Cabildo lors de la transition démocratique, dans les années 1980.

## Idéologie
Intégriste (opposé au concile Vatican II) et profondément réactionnaire, Cabildo se positionnait dans l'héritage des penseurs du XVIIIe siècle opposés aux Lumières , et considérait que depuis la Révolution française, le monde ne cessait d'être assujetti à la « domination internationale des juifs ». Il diffusait ainsi de nombreux stéréotypes antisémites, accréditant diverses théories communes du « complot juif », considérant que les « puissances (juives) de l'argent » organisaient et manipulaient (depuis la Révolution d'Octobre, voire 1789) les mouvements communistes ainsi que les démocrates et les libéraux afin de détruire l'« identité catholique et hispanique » de l'Argentine . Ces clichés antisémites, dénonçant la « ploutocratie » et le « judéo-bolchevisme » sont une constante du magazine, qui titre, par exemple, «La Argentina y el Problema Judío» en septembre 1989 (n°104) . Il diffuse aussi largement les théories négationnistes («Holocaustomanía» dans l'édition de novembre 1989, n°129) .
Dans le contexte argentin, Cabildo critiquait ainsi un « complot judéo-marxiste-montonero » qui, selon ses rédacteurs, aurait justifié le coup d'État . Ce « complot » aurait été favorisé par le libéralisme démocratique, justifiant ainsi d'élargir la répression au-delà des organisations armées, pour toucher l'ensemble de la société civile et des partisans de la démocratie, du catholicisme social, etc. 
Le magazine stigmatisait ainsi les figures de l'ex-président radical Arturo Frondizi, du général Alejandro Lanusse, qui avait organisé le « Grand Accord national » permettant la transition démocratique lors de la dictature de la « Révolution argentine », Héctor Cámpora et Juan Perón . Il s'attaquait aussi violemment à l'ex-ministre de l'Économie José Ber Gelbard, d'origine juive, ainsi qu'au banquier David Graiver (ex-ministre de Lanusse, décédé le 8 août 1976 dans un accident d'avion mystérieux au Mexique), qu'ils accusaient de financer les Montoneros et comparaient au colonel Alfred Dreyfus, et qu'aux guérilleros Mario Santucho, dirigeant de l'ERP (trotskyste) et Mario Firmenich, tête visible de la direction des Montoneros (guérilla péroniste catholique de gauche), les accusant tous d'être impliqués dans une conspiration commune contre l'Argentine catholique. 
Le numéro 3 de la revue montre ainsi un guérillero d'Argentine et un banquier des États-Unis, dépeints sous les traits caricaturaux des juifs (nez, barbe, etc.), dansant ensemble sur la carte de l'Argentine, avec la légende « Alliés contre la nation » . Le communisme et le capitalisme étaient ainsi, selon Cabildo, unis sous la bannière du « judaïsme international » pour détruire l'« Occident catholique et hispanique » .

## L'« affaire Timerman »
Cabildo acclama la séquestration, en avril 1977, du directeur de La Opinión, Jacobo Timerman, célèbre journaliste centriste d'origine juive, accusé d'être financé par le banquier Graiver (ce qui était vrai), mais aussi d'être communiste, étant ainsi au centre de la fantasmatique « conspiration juive » . 
Mais le ton violemment antisémite de ces félicitations données à l'action des militaires les plus durs du régime (les généraux Ibérico Saint Jean, Guillermo Suárez Mason et Camps) gêna le général-président Videla qui, voulant éviter d'exaspérer les critiques internationales contre son régime et les accusations d'antisémitisme, fit saisir le numéro de juin 1977 et interdit par décret la publication du numéro de juillet. 
À la suite de la décision de la junte, pressée par l'administration Carter, de placer Timerman sous assignation à résidence, en avril 1978, le magazine hurla à l'« impunité », dénonçant « l'agent de la corruption et de la subversion » . Il s'indigna également en septembre 1979, lorsque Timerman fut libéré, déchu de sa nationalité et expulsé, parlant alors de « triomphe de la subversion internationale » . Cette appréciation était partagée par certains secteurs de l'armée, dont le général Luciano Benjamín Menéndez.

## Sous la transition démocratique
Cabildo continua de paraître après l'élection de Raúl Alfonsín en octobre 1983, accusant alors le général Jorge Rafael Videla après son départ de la junte en 1981, d'avoir favorisé le triomphe de la révolution dans sa version social-démocrate . En juin 1983, le magazine écrit ainsi: 
« Alfonsín, qui rassemble en lui-même le pire de notre histoire, nous amènera la civilisation qu'à coups de bâtons on nous impose depuis Rivadavia [premier président de l'Argentine] jusqu'à Frondizi, en passant par Roca: civilisation qui veut dire modernisation c'est-à-dire: désacralisation et désordre. »
Il continue violemment ses imprécations antisémites, profitant en particulier de l'affaire David Finkelstein, et soutient les Carapintadas, le mouvement de rébellion d'une partie de l'armée opposée aux procès des responsables de violations des droits de l'homme durant la dictature.
En butte à des difficultés financières en 1989, l'Argentine étant alors en pleine hyperinflation, le journal espace sa publication avant de cesser complètement en 1991. Mais en 1998, le secrétaire de rédaction Antonio Caponnetto recréé Cabildo, avec une partie de l'équipe ancienne et de nouveaux collaborateurs.
Il s'est récemment opposé aux politiques de contrôle des naissances initiées par le président Néstor Kirchner ainsi qu'à sa politique des droits de l'homme, visant à faire juger les crimes commis sous la dictature, politique poursuivie par Cristina Kirchner.